# Résistance de pointe
La résistance dynamique de pointe permet de caractériser le comportement mécanique du sol en géotechnique.

## Formule
La formule suivante permet le calcul de la résistance dynamique de pointe qd (en Pa) à partir d'un essai au pénétromètre dynamique: 
{\displaystyle qd=[(m.g.H)/(A.e)].[m/(m+m')]}
avec m = masse du mouton (kg)
g = accélération de la pesanteur (m/s²)
H = hauteur de chute du mouton[Lequel ?] (m)
A = section droite de la pointe (m²)
e = enfoncement moyen sous un coup (e=0,1/Nd)
m'=masse frappée comprenant l'enclume, la tige guide, les tiges et la pointe (kg)